# シンコペーション
シンコペーション（英語: syncopation、切分法）とは、西洋音楽において、拍節の強拍と弱拍のパターンを変えて独特の効果をもたらすことを言う。
簡単に言えば、シンコペーションとは「リズムの規則的な流れを変えたり、中断したりすること」、つまり「通常は発生しない場所にリズムの重心やアクセントを配置すること」である。
アクセントを前にずらすシンコペーションの場合には、俗語として「食う」と表現する場合もある。

## シンコペーションの種類
技術的な観点から見ると、シンコペーションは、規則的なアクセントに一時的なズレが生じさせ、フレーズの中心が強いアクセントから弱いアクセントへ移ったときに発生する。2拍または3拍の強勢パターンを意図的に中断することであり、ほとんどの場合、前後の拍、または拍にない音符を強調することによって行われる。
たとえば、4/4拍子における4拍目から、次の小節の1拍目に置かれる音までタイによりひとつの音としてつながっていれば、それはシンコペーションのリズムである。このとき、小節の1拍目に置かれる強勢が、前の小節の4拍目までさかのぼって移動したと考えられることがある。
同じように、4/4拍子の2拍目から3拍目にひとつの音としてつながっていれば、これもシンコペーションのリズムである。このとき、3拍目の強勢が2拍目にさかのぼって移動すると考えられることがある。

### オフビートシンコペーション
強勢は1拍未満で入れ換わる場合もあるため、次の例のように細分化された音符（4分音符のビートに対する8分音符）のシンコペーションが発生し、最初の小節の強勢が8分音符だけ後ろに移動する。
オフビートシンコペーションが発生する場合、ピアノの音は一定のリズムを保つドラムビートと同時に鳴っていない。一方、標準的なリズムの楽曲では、音符はビートに合わせて鳴っている。
拍のほんの少し前または後に音符を演奏することもシンコペーションの別の形であり、予期しないアクセントが生まれる。
シンコペーションによる音の移動については、このように
- 拍節を中心とした「前後の拍への置き換え」により楽曲の一部、または全体をオフビートにすること[6]（バックビートを参照）
- フレーズの開始点や強勢を拍の前後へ置き換えることで、楽曲の一部に新たなオフビートを形成すること

と考えるのが妥当である。

### "サティスファクション" の例
ローリング・ストーンズの楽曲「サティスファクション」のフレーズはシンコペーションの良い例である。
ここでは、理論的に作られた非シンコペーションの形をもとにシンコペーションが形成される過程を示す。「I」と「can't」にはバックビート変換が適用され、「can't」と「no」には拍の前へ置き換えるオフビート変換が適用されている。
このデモ演奏は、各シンコペーションの形を、非シンコペーションの形と照らし合わせることで、それらが再入力されたものとして聞こえることを示している。
シンコペーションの効果について、音楽プロデューサーの亀田誠治は自身がホストを務めた亀田音楽専門学校（NHK Eテレ）にて「メロディーが前の小節に『食い』込むことで躍動感が生まれ、ウキウキとかワクワクといった気持ちにさせる効果がある」と説明している。

## シンコペーションの例
- ラグタイム（Maple Leaf Rag）
- チャカ・カーン：テル・ミー・サムシング・グッド
- ルロイ・アンダーソン：「シンコペイテッド・クロック」
- ベートーヴェン：弦楽四重奏曲イ長調作品18第5番
- モーツァルト：ピアノ協奏曲第20番 第1楽章
- 岩井直溥：シンコペーテッド・マーチ「明日に向かって」